# Дерек Ентоні Сігрім
Підполковник Дерек Ентоні Сігрім VC (24 вересня 1903 — 6 квітня 1943) був британським армійським офіцером і англійським кавалером Хреста Вікторії (VC), найвищої та найпрестижнішої нагороди за доблесть перед обличчям ворога, якою можуть бути нагороджені сили Великої Британії та Співдружності націй. Його VC був отриманий під час Північноафриканської кампанії.
Його братом був Х'ю Сігрім GC. Він і його брат мають відзнаку єдиних братів і сестер, нагороджених Хрестом Вікторії та Георгіївським хрестом, обидва посмертно.

## Життя
Народився в Борнмут, Гемпшир (нині Дорсет) 24 вересня 1903 року, Дерек був третім із п'яти синів, одним з його молодших братів був Х'ю Сігрім GC, що дало цим двом братам відзнаку єдиних братів і сестер, які отримали Хрест Вікторії та Георгіївський хрест. Його батьком був преподобний Чарльз Сігрім, ректор Віссонсет у Норфолку, і він здобув освіту в школі Святого Іоанна, Лезерхед, та в Норвіцькій школі, де пізніше навчався його молодший брат Х'ю.
Він був мобілізований в Грін Ховардс у 1923 році та служив на Ямайка, Палестині та Китай. Він завершив трирічний тур у Королівські африканські стрільці у Східній Африці та в 1939 році повернувся до 1-го батальйону Грін Ховардс у Палестині як офіцер розвідки. З початком Другої світової війни він був офіцером зв'язку з авіацією у Східній Африці, перш ніж працювати в штабі Грецької кампанії між 1941–42 роками. Він отримав командування 7-м батальйоном Грін Ховардс в Ель-Аламейн в жовтні 1942 року. Батальйон був частиною 69-ї піхотної бригади 50-ї (Нортумбрійської) піхотної дивізії.
Коли йому було 39 років, Дерек Сігрім був призначений тимчасовим підполковником 7-го батальйону Грін Говардс (Власний Йоркширський полк Олександри, принцеси Уельської).
20/21 березня 1943 року на Лінія Марет, Туніс, мужність і лідерство підполковника Сігріма безпосередньо призвели до захоплення важливого об'єкта. Коли здавалося, що атака на позицію провалиться через інтенсивність ворожого вогню, він став на чолі свого батальйону і повів їх вперед. Він особисто допоміг встановити штурмову драбину через протитанковий рів і першим перебрався через нього. Очоливши атаку на два кулеметні пости, він знищив 20 ворогів, а коли наступного дня була розпочата контратака, він спокійно переходив від посту до посту, поки вона не була відбита.
Він помер у військовому госпіталі поблизу Сфакса 6 квітня 1943 року після того, як був важко поранений у Битва при Ваді Акаріт. Він похований на Військовий цвинтар Сфакса, Туніс, ділянка XIV, ряд C, могила 21.
Медалі Дерека Ентоні Сігріма виставленіу галереї лорда Ашкрофта в Імперський воєнний музей, Лондон.

## Зовнішні посилання
- Підполковник Д.А. Сігрім на виставці «Мистецтво війни» в Національному архіві Великої Британії
- Дерек Ентоні Сігрім на сайті Find a Grave (англ.)